# Carta Real

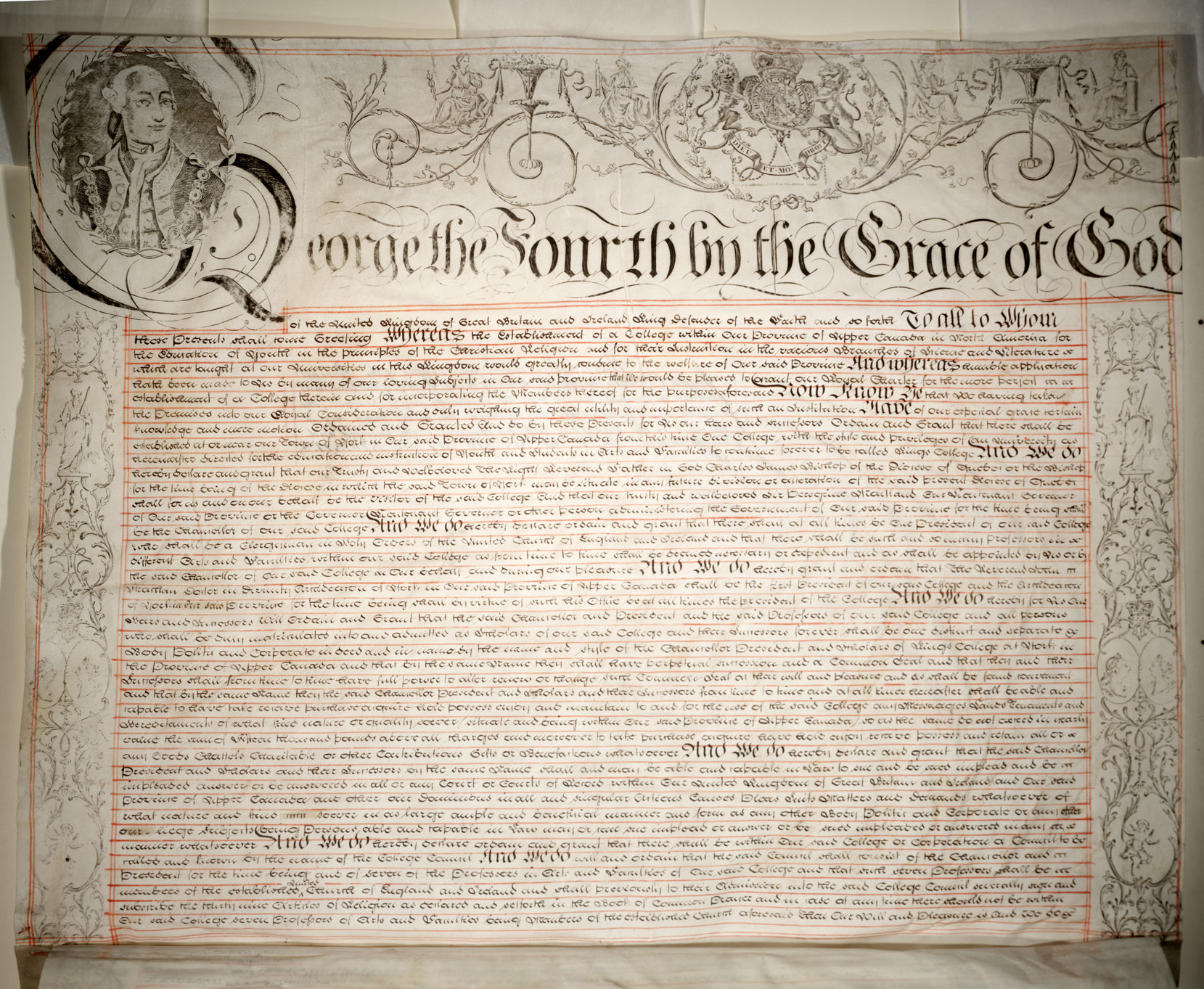
Carta Real de Jorge IV, donde se funda el King's College de Toronto, en 1827.

Una Carta Real (en inglés, Royal Charter) es un decreto expedido por un monarca británico para legitimar la formación de una persona jurídica como, por ejemplo, una ciudad, una compañía o una universidad. En la Europa Medieval, las ciudades eran los únicos lugares en los que era legal realizar comercio, y las Cartas Reales eran la única manera de establecer una ciudad. El año en que una ciudad se decretaba es el año en que la ciudad se había "fundado", independientemente de si había o no un asentamiento anterior.[cita requerida]
En los Reinos de la Mancomunidad Británica de Naciones, una Carta Real es un decreto otorgado por el Soberano bajo consejo del Consejo privado, que crea o da un estatus especial a una persona jurídica (en inglés, "a corporate body"). Es el ejercicio de una Prerrogativa Real.[cita requerida]
Hubo un tiempo en el que una Carta Real era la única manera en que una persona jurídica podía ser constituida; pero ahora puede realizarse también mediante el registro de su documento constitutivo en una oficina de registro autorizada por la ley para tal finalidad. Si se trata de una persona jurídica, formada para realizar actos de comercio, el registro de su documento constitutivo se efectúa en una oficina de registro mercantil; de lo contrario, el registro se efectúa en una oficina del registro civil. Entre los cuerpos históricos formados por Carta Real están la Compañía Británica de las Indias Orientales, la Compañía Peninsular y Oriental de Navegación por Vapor (P&O) y las Colonias Americanas.[cita requerida]
Entre las más de 400 organizaciones con Carta Real, se encuentran:
- varias ciudades;
- la BBC;
- teatros como la Royal Opera House, el Teatro Real y el Drury Lane;
- las Compañías Livery;
- las universidades más antiguas del Reino Unido;
- instituciones profesionales y caritativas.

Una Carta Real es la manera en que una población británica alcanza el nivel de ciudad. Recientemente, Inverness, Brighton & Hove y Wolverhampton recibieron sus decretos para celebrar el milenio, y Preston, Stirling, Newport, Lisburn y Newry lo recibieron para celebrar el Jubileo de Oro de la Reina Isabel II en 2002.[cita requerida]
Muchas de las universidades británicas más antiguas han recibido Cartas Reales, que les da el poder de conferir grados. El Colegio de William y Mary, en Virginia, se fundó a través de Carta Real en 1693. La generación más reciente de universidades obtuvieron este poder por el Acta de Educación Superior. Algunas otras universidades operan bajo Actas del Parlamento.[cita requerida]

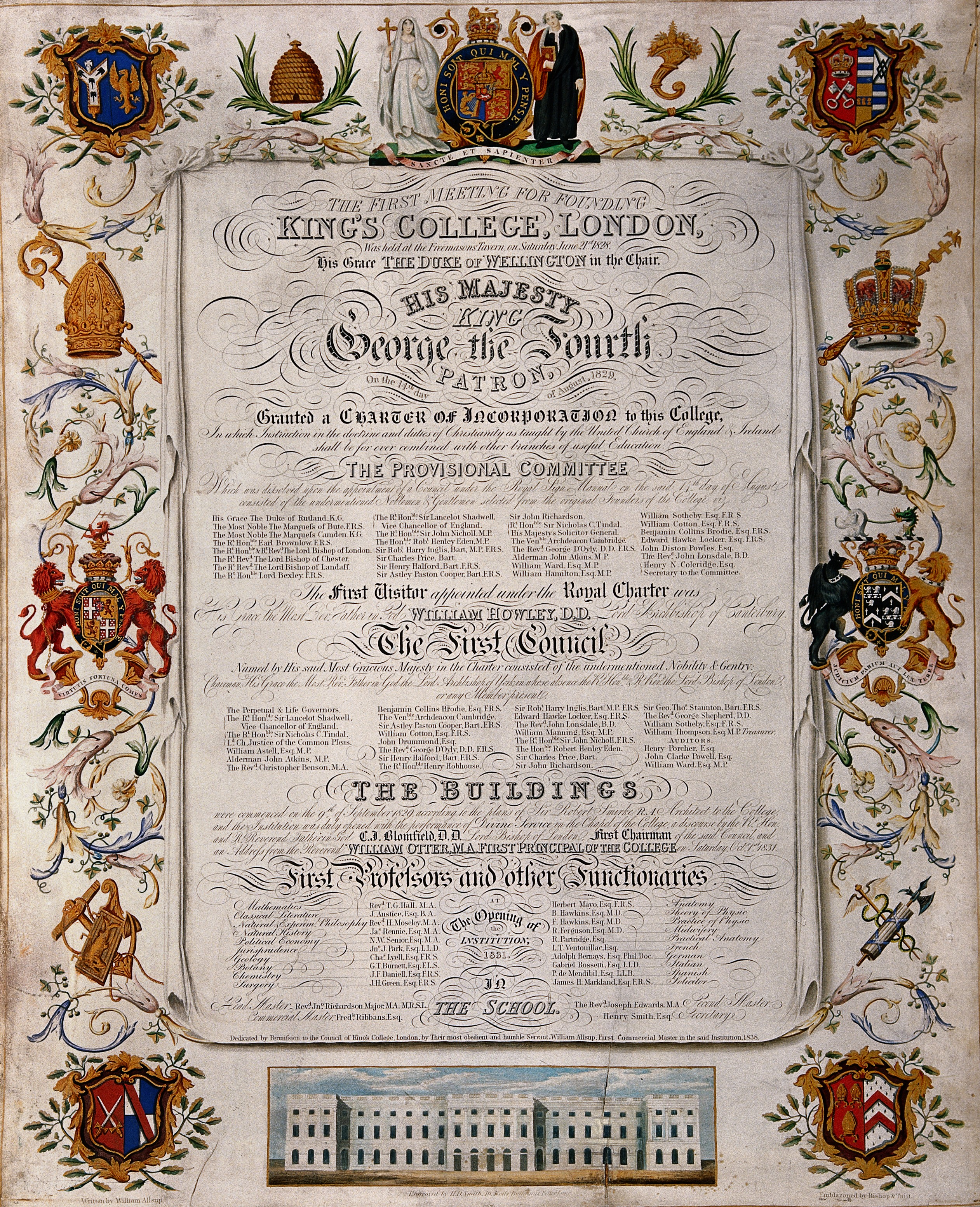
Grabado de H. D. Smith de 1829, en el que se conmemora la Carta Real a través de la cual se fundó el King's College de Londres.

La BBC opera bajo una Carta Real que tiene vigencia por un periodo limitado de diez años, tras el cual se renueva.[cita requerida]
La mayoría de las Cartas Reales se otorgan actualmente a instituciones profesionales y de caridad. La posesión de una carta es necesaria para que operen, y el tenerla reconoce su "preeminencia, estabilidad y permanencia".[cita requerida]
Varias instituciones irlandesas aún tienen el calificativo de "Real", aunque el país ha sido una república desde 1949.[cita requerida]

## Australia

### Universidades
- University de Sydney obtuvo su Carta Real el 3 de febrero de 1858.
- University de Tasmania obtuvo su Carta Real el 30 de agosto de 1915.
- Instituto de Tecnología Real de Melbourne[cita requerida]

### Compañías
- Compañía Australiana de Gas y Luz obtuvo su Carta Real en 1837.
- Compañía de Tierra de Van Diemen obtuvo su Carta Real en 1825.[cita requerida]

### Organizaciones profesionales
- Royal Australasian College of Surgeons
- Instituto de Construcción de Australia
- Engineers Australia
- Instituto de Contadores Públicos de Australia
- Instituto de Corredores
- Sociedad Real de Agricultura y Horticultura del Sur de Australia Inc.
- Colegio Real de Psiquiatras de Australia y Nueva Zelanda
- Colegio Real de Obstetricia y Ginecología de Australia y Nueva Zelanda
- Instituto Real de Química de Australia
- Instituto de Secretarios y Administradores Autorizados
- Instituto Real de Topografía[cita requerida]

### Otras organizaciones
- Cruz Roja Australiana (el 28 de junio de 1941)
- Club Real de Automovilismo de Queensland
- Asociación Real Nacional Agrícola e Industrial de Queensland
- Sociedad Real Artística de Queensland
- Club Real de Golf de Queensland
- Royal Queensland Show
- Asociación de Scouts de Australia (23 de agosto de 1967)[cita requerida]

## Estados Unidos
Aunque numerosas universidades norteamericanas que preceden a la revolución norteamericana sostienen la posesión de Decretos Reales, de hecho en un gran número de casos se crearon a través de la concesión de una autoridad local, como puede ser un legislador colonial. La Facultad de William & Mary se creó en 1693, a través de un Decreto Real de William III y Mary II de Inglaterra.[cita requerida]